# Twike

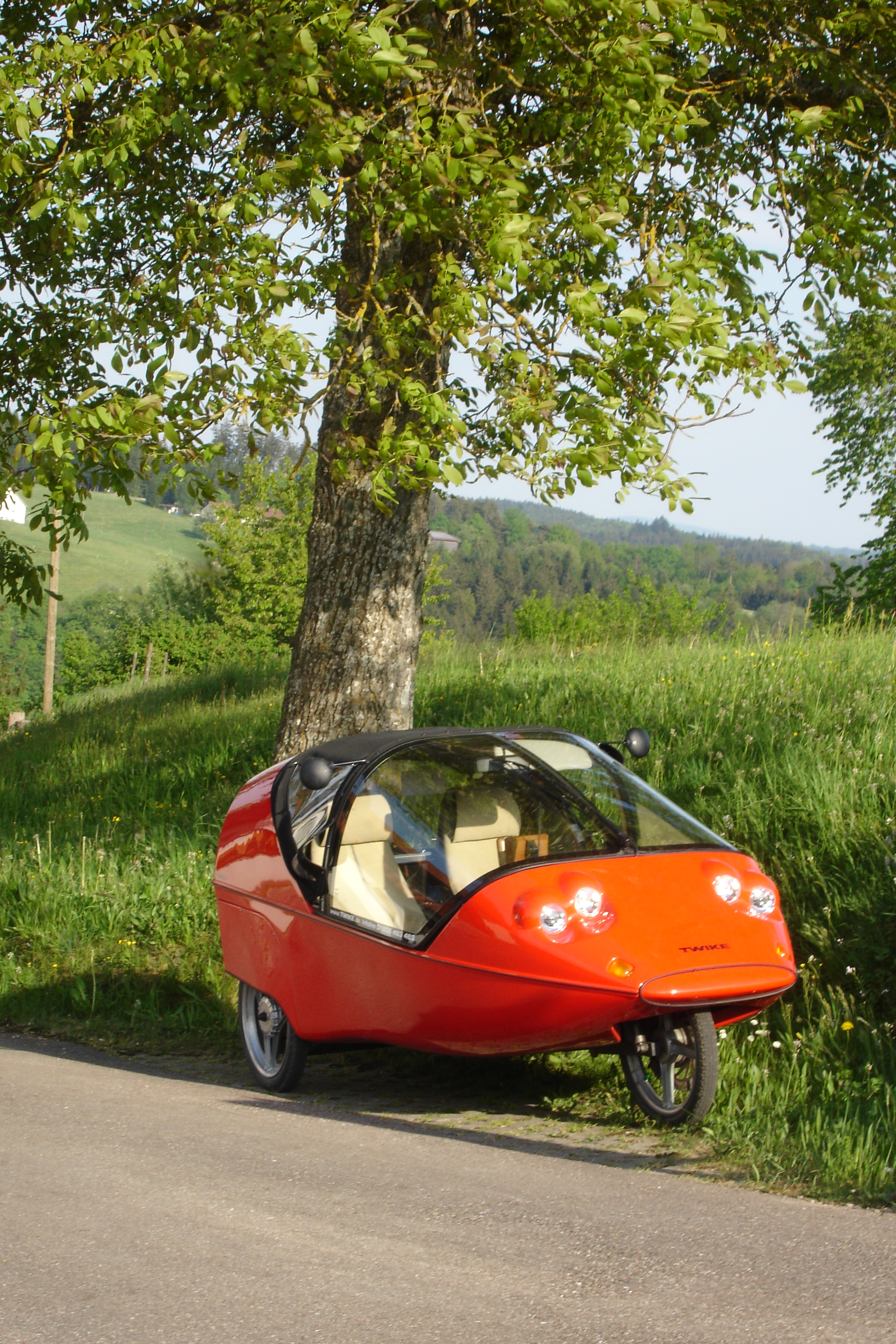
Red Twike Active

Il Twike, un portmanteau delle parole inglesi "twin" (gemello) e "bike" (bici) è un veicolo ibrido umano-elettrico (HEHV) progettato per trasportare due passeggeri ed eventuali merci. Essenzialmente si tratta di una velomobile con un motore ibrido elettrico, può essere guidata in modalità solo elettrica oppure pedalando con l'ausilio aggiuntivo del motore elettrico. 
Costruito con materiali leggeri come alluminio (telaio) e plastica (scocca), questo triciclo da 246 kg (peso a vuoto, cui va aggiunto quello della batteria) utilizzava prima le batterie NiCd, successivamente si è passati a tecnologie più recenti come LiMn, LiFePO 4 e Li-Ion. In genere, la percorrenza varia da 50 a oltre 500 km a seconda della dimensione, del tipo, dello stato della batteria da un lato e del profilo di velocità, altitudine e carico dall'altro. L'energia viene recuperata durante la guida tramite frenata rigenerativa e il carico di lavoro viene sottratto dall'impianto elettrico mediante il sistema di pedalata direttamente alla trasmissione (ovvero, entrambi i sistemi funzionano in parallelo, non in serie).

## Descrizione

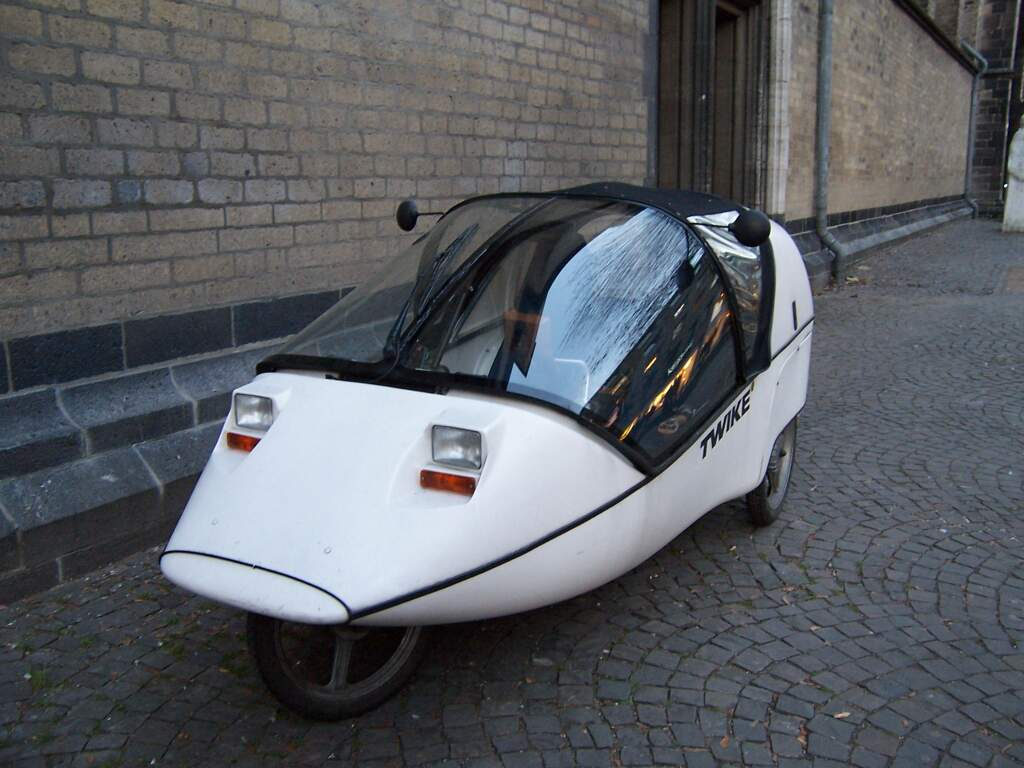
Modello Twike di fine anni novanta

Il Twike è un veicolo due posti a tre ruote. Le due ruote posteriori sono azionate direttamente tramite un ingranaggio differenziale da un motore - e facoltativamente da 2 coppie di pedali nel caso del modello "active" (provvisto di pedalata assistita). Twike si guida tramite un joystick - posizionato in corrispondenza della mano destra del pilota, che sta seduto sul lato sinistro - tramite cavi e dispone di freni a pedale. Il veicolo può raggiungere velocità fino a 85 chilometri all'ora, utilizzando 7,4 kWh per 100 km. A 50 km/h si può arrivare a percorrere fino a 80 km.

## Storia

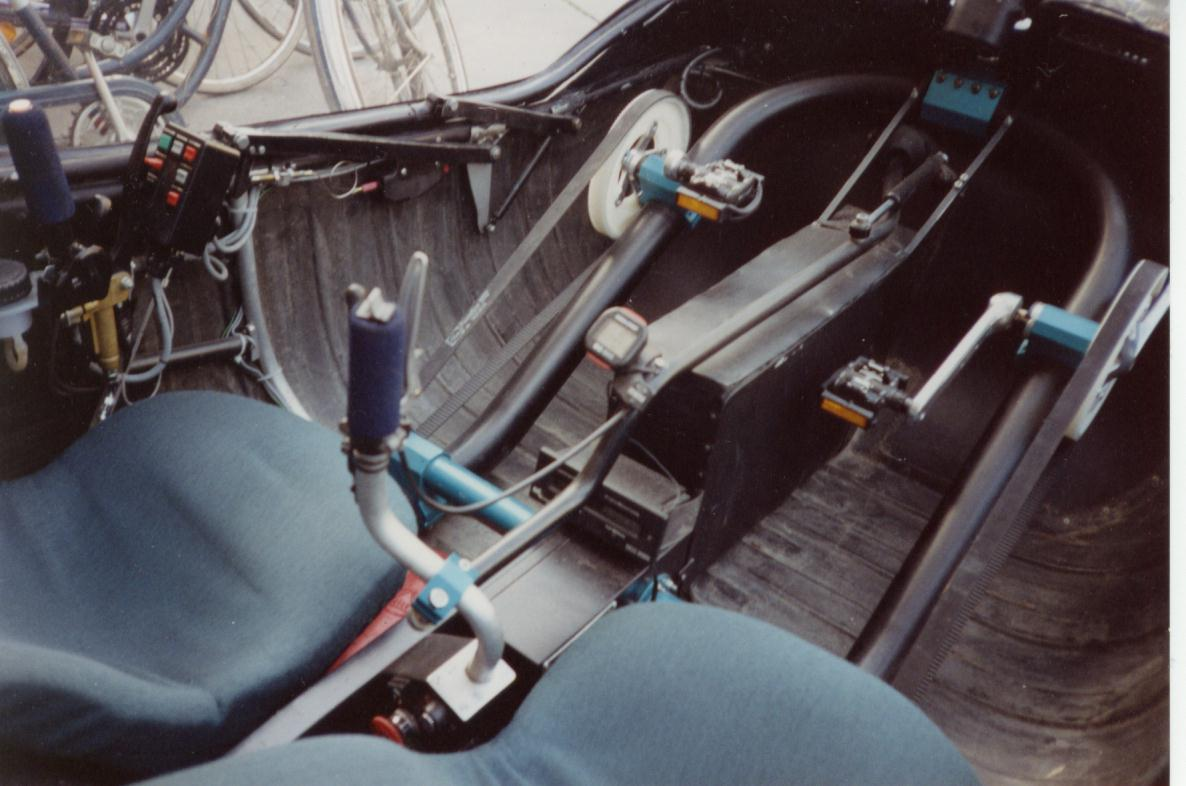
Interno di una versione iniziale

Il Twike I è stato sviluppato da un gruppo di studenti svizzeri per l'EXPO mondiale del 1986 a Vancouver, in Canada. Ha vinto il "Functionality Award" per il miglior design ergonomico nell'Innovative Vehicle Design Competition (IVDC) e un primo premio nel Campionato internazionale per la velocità dei veicoli a motore umano. Il Twike I era condotto esclusivamente da forza umana.
Ispirato dal successo della Twike I, un gruppo di appassionati tra cui Ralph Schnyder e Peter Zeller iniziò a sviluppare la Twike II come un progetto verso un veicolo per l'uso quotidiano su strada. È stato sviluppato in collaborazione con Alusuisse-Lonza Holding, è stato esposto alla fiera HEUREKA di Zurigo e ha preso parte al Tour de Sol Alpin del 1991. La Twike II aveva una trasmissione a cinghia tramite pedale, con trasmissione meccanica a variazione continua e un motore a corrente continua alimentato da batterie NiCd per aiutare a spingere il veicolo. In questo modo, l'idoneità all'uso quotidiano è stata notevolmente migliorata.
Nel 1992, la nuova società Twike Ltd. decise di sviluppare la Twike II come veicolo di produzione vera e propria, cercando capitali e clienti. La produzione del successivo Twike III è iniziata nel 1995 e nel 1996 la riformata Twike AG ha prodotto e venduto 190 veicoli, principalmente in Svizzera e Germania. Twike III era dotato di un motore AC asincrono (sistema ancora utilizzato oggi) e batterie NiCd da 336 V. L'azionamento del pedale è stato semplificato adottando un cambio al mozzo da 5 velocità ed è stato incluso in tutti i veicoli di ordine speciale, eccetto poche eccezioni.
Nel 1998 FINE Mobile GmbH ha lanciato una linea di produzione a Rosenthal, un piccolo villaggio dell'Assia vicino a Marburgo e alla fine è diventata il produttore esclusivo del mezzo, dopo aver acquisito i diritti di SwissLEM AG nel 2002. Sono stati dichiarati venduti 900 mezzi nel 2011.
Nell'anno 2010, il team TW4XP ha partecipato al premio statunitense Automotive X con il veicolo ibrido umano-elettrico TW4XP, basato su Twike (Twike 4).